# Turanogryllus melasinotus
Turanogryllus melasinotus is een rechtvleugelig insect uit de familie krekels (Gryllidae). De wetenschappelijke naam van deze soort is voor het eerst geldig gepubliceerd in 1998 door Li & Zheng.